# Campeonato de Fútbol de Costa Rica 1972
La temporada 1972 de la Primera División fue la 53.ª edición de la máxima categoría del sistema de Ligas costarricenses de fútbol.

## Sistema de competición
El torneo de Primera División se disputó en dos etapas:
- Etapa de preclasificación
- Etapa de clasificación final

### Etapa de preclasificación
Participaron los ocho equipos de la Primera División, que se enfrentaron entre sí a dos vueltas bajo el sistema de todos contra todos, con partidos de visita recíproca y taquillas propias. La clasificación se estableció con arreglo a los puntos obtenidos en cada enfrentamiento, a razón de dos por partido ganado, uno por empatado y ninguno en caso de derrota. Al término de esta fase, los equipos quedaron ubicados del primer al octavo lugar según la puntuación obtenida.
En caso de empate en puntos, se aplicaron los siguientes criterios de desempate:
1. Gol promedio particular entre los equipos empatados.
2. Average general (relación entre goles a favor y en contra en toda la etapa).
3. Si persistía la igualdad, se disputaba un partido extra. Si ese partido terminaba empatado, se jugaban dos tiempos extra de 15 minutos. Si el empate se mantenía, la clasificación se definía mediante una tanda de penaltis conforme a las disposiciones de la FIFA.

### Etapa de clasificación final
Concluida la etapa de preclasificación, se conformaron dos grupos de acuerdo con la tabla de posiciones:
- Primer grupo: equipos ubicados del 1.º al 4.º lugar.
- Segundo grupo: equipos ubicados del 5.º al 8.º lugar.

Cada grupo disputó un torneo a dos vueltas bajo el mismo sistema de todos contra todos. La clasificación en esta etapa también se determinó por el sistema de puntuación de dos puntos por victoria, uno por empate y ninguno por derrota.
El primer grupo determinó las posiciones del 1.º al 4.º lugar del campeonato nacional, mientras que el segundo grupo definió las posiciones del 5.º al 8.º lugar. El equipo que finalizó último en el segundo grupo descendió automáticamente a la Segunda División.
Todos los equipos comenzaron esta etapa sin acumulación de puntos previos, es decir, en igualdad de condiciones.
En caso de empate en puntos, se aplicaron los siguientes criterios:
1. Gol promedio particular.
2. Gol average general (tomando en cuenta únicamente los partidos de esta etapa).
3. Partido extra, según lo establecido en el artículo tercero.

### Final del campeonato
El ganador de la primera fase y el ganador de la segunda fase disputaron el título nacional en un único partido. Si al finalizar los 90 minutos reglamentarios el marcador permanecía empatado, se jugaban dos tiempos extra de 15 minutos. De persistir la igualdad, el campeón se decidía mediante una tanda de penaltis conforme a las reglas de la FIFA.
Los partidos del segundo grupo se disputaron como preliminares de los encuentros del primer grupo, y todos los juegos se llevaron a cabo en estadios ubicados en la Meseta Central.

## Información de los equipos
Tomaron parte en el torneo ocho clubes.
| Equipo      | Ciudad     | Estadio          |
| ----------- | ---------- | ---------------- |
| Alajuelense | Alajuela   | Morera Soto      |
| Cartaginés  | Cartago    | "Fello" Meza     |
| Herediano   | Heredia    | Rosabal Cordero  |
| Limonense   | Limón      | Juan Gobán       |
| México      | San José   | Nacional         |
| Puntarenas  | Puntarenas | "Lito" Pérez     |
| Ramonense   | San Ramón  | Guillermo Vargas |
| Saprissa    | San José   | Nacional         |

### Relevo de plazas
| Descendido a Segunda División |
| ----------------------------- |
| Rohrmoser F. C.               |

| Ascendido de Segunda División |
| ----------------------------- |
| A. D. Limonense               |

## Clasificación
| Pos. | Equipo               | Pts. | PJ | G  | E | P  | GF | GC | Dif. | Notas                    |
| ---- | -------------------- | ---- | -- | -- | - | -- | -- | -- | ---- | ------------------------ |
| 1    | Deportivo Saprissa   | 24   | 14 | 11 | 2 | 1  | 41 | 3  | +38  | Grupo por el campeonato  |
| 2    | L. D. Alajuelense    | 20   | 14 | 9  | 2 | 3  | 24 | 15 | +9   | Grupo por el campeonato  |
| 3    | C. S. Cartaginés     | 16   | 14 | 6  | 4 | 4  | 22 | 22 | 0    | Grupo por el campeonato  |
| 4    | A. D. Ramonense      | 15   | 14 | 6  | 3 | 5  | 17 | 20 | −3   | Grupo por el campeonato  |
| 5    | A. D. Limonense      | 13   | 14 | 5  | 3 | 6  | 19 | 27 | −8   | Grupo por la permanencia |
| 6    | C. S. Herediano      | 10   | 14 | 4  | 2 | 8  | 20 | 27 | −7   | Grupo por la permanencia |
| 7    | Deportivo México     | 8    | 14 | 1  | 6 | 7  | 14 | 27 | −13  | Grupo por la permanencia |
| 8    | Municipal Puntarenas | 6    | 14 | 2  | 2 | 10 | 18 | 35 | −17  | Grupo por la permanencia |

 Fuente: La República
Criterios de clasificación: Puntos · Diferencia de goles · Goles a favor

## Resultados
El calendario de los partidos se dio a conocer el 13 de marzo de 1972. Los horarios corresponden al tiempo de Costa Rica (UTC-6).
| Jornada 1   | Jornada 1 | Jornada 1  | Jornada 1   | Jornada 1   | Jornada 1 |
| Local       | Resultado | Visitante  | Estadio     | Fecha       | Hora      |
| ----------- | --------- | ---------- | ----------- | ----------- | --------- |
| Herediano   | 0 - 1     | Saprissa   | Nacional    | 22 de marzo | 20:30     |
| Limonense   | 0 - 2     | Cartaginés | Juan Gobán  | 26 de marzo | 11:00     |
| México      | 2 - 1     | Puntarenas | Nacional    | 9 de abril  | 11:00     |
| Alajuelense | 3 - 0     | Ramonense  | Morera Soto | 12 de abril | 20:00     |

| Jornada 2   | Jornada 2 | Jornada 2  | Jornada 2        | Jornada 2   | Jornada 2 |
| Local       | Resultado | Visitante  | Estadio          | Fecha       | Hora      |
| ----------- | --------- | ---------- | ---------------- | ----------- | --------- |
| Saprissa    | 2 - 0     | Puntarenas | Nacional         | 26 de marzo | 11:00     |
| Alajuelense | 2 - 0     | México     | Morera Soto      | 5 de abril  | 20:00     |
| Cartaginés  | 2 - 1     | Herediano  | Fello Meza       | 9 de abril  | 11:00     |
| Ramonense   | 0 - 1     | Limonense  | Guillermo Vargas | 9 de abril  | 11:00     |

| Jornada 3  | Jornada 3 | Jornada 3   | Jornada 3       | Jornada 3   | Jornada 3 |
| Local      | Resultado | Visitante   | Estadio         | Fecha       | Hora      |
| ---------- | --------- | ----------- | --------------- | ----------- | --------- |
| Limonense  | 2 - 1     | Alajuelense | Juan Gobán      | 15 de abril | 15:00     |
| Puntarenas | 2 - 2     | Cartaginés  | Lito Pérez      | 16 de abril | 11:00     |
| Herediano  | 0 - 1     | Ramonense   | Rosabal Cordero | 16 de abril | 11:00     |
| México     | 0 - 3     | Saprissa    | Nacional        | 18 de abril | 20:00     |

| Jornada 4   | Jornada 4 | Jornada 4  | Jornada 4        | Jornada 4   | Jornada 4 |
| Local       | Resultado | Visitante  | Estadio          | Fecha       | Hora      |
| ----------- | --------- | ---------- | ---------------- | ----------- | --------- |
| Limonense   | 2 - 2     | México     | Juan Gobán       | 23 de abril | 11:00     |
| Ramonense   | 2 - 1     | Puntarenas | Guillermo Vargas | 23 de abril | 11:00     |
| Cartaginés  | 1 - 0     | Saprissa   | Fello Meza       | 23 de abril | 11:00     |
| Alajuelense | 3 - 1     | Herediano  | Nacional         | 26 de abril | 20:00     |

| Jornada 5  | Jornada 5 | Jornada 5   | Jornada 5       | Jornada 5   | Jornada 5 |
| Local      | Resultado | Visitante   | Estadio         | Fecha       | Hora      |
| ---------- | --------- | ----------- | --------------- | ----------- | --------- |
| Saprissa   | 5 - 1     | Ramonense   | Nacional        | 30 de abril | 11:00     |
| Herediano  | 7 - 1     | Limonense   | Rosabal Cordero | 30 de abril | 11:00     |
| México     | 3 - 3     | Cartaginés  | Nacional        | 3 de mayo   | 20:00     |
| Puntarenas | 2 - 3     | Alajuelense | Lito Pérez      | 10 de mayo  | 20:00     |

| Jornada 6   | Jornada 6 | Jornada 6  | Jornada 6        | Jornada 6 | Jornada 6 |
| Local       | Resultado | Visitante  | Estadio          | Fecha     | Hora      |
| ----------- | --------- | ---------- | ---------------- | --------- | --------- |
| Herediano   | 0 - 0     | México     | Rosabal Cordero  | 7 de mayo | 11:00     |
| Limonense   | 2 - 1     | Puntarenas | Juan Gobán       | 7 de mayo | 11:00     |
| Ramonense   | 2 - 0     | Cartaginés | Guillermo Vargas | 7 de mayo | 11:00     |
| Alajuelense | 0 - 2     | Saprissa   | Nacional         | 7 de mayo | 11:00     |

| Jornada 7  | Jornada 7 | Jornada 7   | Jornada 7       | Jornada 7  | Jornada 7 |
| Local      | Resultado | Visitante   | Estadio         | Fecha      | Hora      |
| ---------- | --------- | ----------- | --------------- | ---------- | --------- |
| México     | 2 - 2     | Ramonense   | Rosabal Cordero | 14 de mayo | 11:00     |
| Cartaginés | 0 - 1     | Alajuelense | Fello Meza      | 14 de mayo | 11:00     |
| Saprissa   | 3 - 0     | Limonense   | Nacional        | 14 de mayo | 11:00     |
| Puntarenas | 3 - 2     | Herediano   | Lito Pérez      | 14 de mayo | 11:00     |

| Jornada 8  | Jornada 8 | Jornada 8   | Jornada 8        | Jornada 8  | Jornada 8 |
| Local      | Resultado | Visitante   | Estadio          | Fecha      | Hora      |
| ---------- | --------- | ----------- | ---------------- | ---------- | --------- |
| Saprissa   | 7 - 0     | Herediano   | Nacional         | 21 de mayo | 11:00     |
| Puntarenas | 3 - 2     | México      | Lito Pérez       | 21 de mayo | 11:00     |
| Cartaginés | 2 - 2     | Limonense   | Fello Meza       | 21 de mayo | 11:00     |
| Ramonense  | 2 - 2     | Alajuelense | Guillermo Vargas | 1 de junio | 11:00     |

| Jornada 9  | Jornada 9 | Jornada 9   | Jornada 9       | Jornada 9  | Jornada 9 |
| Local      | Resultado | Visitante   | Estadio         | Fecha      | Hora      |
| ---------- | --------- | ----------- | --------------- | ---------- | --------- |
| México     | 1 - 1     | Alajuelense | Nacional        | 24 de mayo | 20:30     |
| Limonense  | 2 - 1     | Ramonense   | Juan Gobán      | 28 de mayo | 11:00     |
| Herediano  | 3 - 3     | Cartaginés  | Rosabal Cordero | 28 de mayo | 11:00     |
| Puntarenas | 0 - 8     | Saprissa    | Lito Pérez      | 28 de mayo | 11:00     |

| Jornada 10  | Jornada 10 | Jornada 10 | Jornada 10       | Jornada 10 | Jornada 10 |
| Local       | Resultado  | Visitante  | Estadio          | Fecha      | Hora       |
| ----------- | ---------- | ---------- | ---------------- | ---------- | ---------- |
| Saprissa    | 0 - 0      | México     | Nacional         | 4 de junio | 11:00      |
| Alajuelense | 1 - 0      | Limonense  | Morera Soto      | 4 de junio | 11:00      |
| Ramonense   | 1 - 0      | Herediano  | Guillermo Vargas | 4 de junio | 11:00      |
| Cartaginés  | 4 - 2      | Puntarenas | Fello Meza       | 4 de junio | 11:00      |

| Jornada 11 | Jornada 11 | Jornada 11  | Jornada 11      | Jornada 11  | Jornada 11 |
| Local      | Resultado  | Visitante   | Estadio         | Fecha       | Hora       |
| ---------- | ---------- | ----------- | --------------- | ----------- | ---------- |
| México     | 0 - 4      | Limonense   | Morera Soto     | 31 de mayo  | 20:00      |
| Saprissa   | 3 - 0      | Cartaginés  | Nacional        | 7 de junio  | 20:00      |
| Puntarenas | 1 - 2      | Ramonense   | Lito Pérez      | 11 de junio | 11:00      |
| Herediano  | 1 - 3      | Alajuelense | Rosabal Cordero | 18 de junio | 11:00      |

| Jornada 12  | Jornada 12 | Jornada 12 | Jornada 12       | Jornada 12  | Jornada 12 |
| Local       | Resultado  | Visitante  | Estadio          | Fecha       | Hora       |
| ----------- | ---------- | ---------- | ---------------- | ----------- | ---------- |
| Cartaginés  | 2 - 0      | México     | Fello Meza       | 12 de junio | 11:00      |
| Limonense   | 1 - 2      | Herediano  | Juan Gobán       | 12 de junio | 11:00      |
| Ramonense   | 1 - 1      | Saprissa   | Guillermo Vargas | 18 de junio | 11:00      |
| Alajuelense | 1 - 0      | Puntarenas | Morera Soto      | 25 de junio | 11:00      |

| Jornada 13 | Jornada 13 | Jornada 13  | Jornada 13 | Jornada 13  | Jornada 13 |
| Local      | Resultado  | Visitante   | Estadio    | Fecha       | Hora       |
| ---------- | ---------- | ----------- | ---------- | ----------- | ---------- |
| Puntarenas | 2 - 2      | Limonense   | Lito Pérez | 18 de junio | 11:00      |
| Cartaginés | 1 - 0      | Ramonense   | Fello Meza | 25 de junio | 11:00      |
| México     | 1 - 2      | Herediano   | Nacional   | 25 de junio | 11:00      |
| Saprissa   | 4 - 0      | Alajuelense | Nacional   | 2 de julio  | 11:00      |

| Jornada 14  | Jornada 14 | Jornada 14 | Jornada 14       | Jornada 14  | Jornada 14 |
| Local       | Resultado  | Visitante  | Estadio          | Fecha       | Hora       |
| ----------- | ---------- | ---------- | ---------------- | ----------- | ---------- |
| Limonense   | 0 - 3      | Saprissa   | Juan Gobán       | 25 de junio | 11:00      |
| Alajuelense | 3 - 0      | Cartaginés | Morera Soto      | 28 de junio | 20:00      |
| Ramonense   | 3 - 1      | México     | Guillermo Vargas | 2 de julio  | 11:00      |
| Herediano   | 2 - 0      | Puntarenas | Rosabal Cordero  | 2 de julio  | 11:00      |

## Segunda fase

### Primer grupo
| Pos. | Equipo                 | Pts. | PJ | G | E | P | GF | GC | Dif. | Notas   |
| ---- | ---------------------- | ---- | -- | - | - | - | -- | -- | ---- | ------- |
| 1    | Deportivo Saprissa (C) | 11   | 6  | 5 | 1 | 0 | 10 | 3  | +7   | Campeón |
| 2    | L. D. Alajuelense      | 5    | 6  | 2 | 1 | 3 | 7  | 8  | −1   |         |
| 3    | A. D. Ramonense        | 5    | 6  | 1 | 3 | 2 | 11 | 11 | 0    |         |
| 4    | C. S. Cartaginés       | 3    | 6  | 1 | 1 | 4 | 6  | 12 | −6   |         |

 Fuente: La República
Criterios de clasificación: Puntos · Diferencia de goles · Goles a favor
|                                        |
|                                        |
| Campeón Deportivo Saprissa 10.º título |

### Segundo grupo
| Pos. | Equipo               | Pts. | PJ | G | E | P | GF | GC | Dif. | Notas    |
| ---- | -------------------- | ---- | -- | - | - | - | -- | -- | ---- | -------- |
| 1    | Deportivo México     | 7    | 6  | 1 | 5 | 0 | 12 | 10 | +2   |          |
| 2    | A. D. Limonense      | 7    | 6  | 1 | 5 | 0 | 12 | 11 | +1   |          |
| 3    | C. S. Herediano      | 7    | 6  | 2 | 3 | 1 | 17 | 11 | +6   |          |
| 4    | Municipal Puntarenas | 3    | 6  | 0 | 3 | 3 | 5  | 14 | −9   | Descenso |

 Fuente: La República
Criterios de clasificación: Puntos · Diferencia de goles · Goles a favor

### Resultados
Los horarios corresponden al tiempo de Costa Rica (UTC-6).
| Jornada 1  | Jornada 1 | Jornada 1   | Jornada 1  | Jornada 1  | Jornada 1 |
| Local      | Resultado | Visitante   | Estadio    | Fecha      | Hora      |
| ---------- | --------- | ----------- | ---------- | ---------- | --------- |
| Herediano  | 2 - 0     | Puntarenas  | Fello Meza | 9 de julio | 09:00     |
| Limonense  | 2 - 2     | México      | Nacional   | 9 de julio | 09:00     |
| Cartaginés | 0 - 2     | Saprissa    | Fello Meza | 9 de julio | 11:00     |
| Ramonense  | 1 - 2     | Alajuelense | Nacional   | 9 de julio | 11:00     |

| Jornada 2   | Jornada 2 | Jornada 2  | Jornada 2       | Jornada 2   | Jornada 2 |
| Local       | Resultado | Visitante  | Estadio         | Fecha       | Hora      |
| ----------- | --------- | ---------- | --------------- | ----------- | --------- |
| México      | 2 - 2     | Herediano  | Rosabal Cordero | 16 de julio | 09:00     |
| Puntarenas  | 1 - 1     | Limonense  | Nacional        | 16 de julio | 09:00     |
| Ramonense   | 0 - 0     | Saprissa   | Rosabal Cordero | 16 de julio | 11:00     |
| Alajuelense | 2 - 0     | Cartaginés | Nacional        | 16 de julio | 11:00     |

| Jornada 3 | Jornada 3 | Jornada 3   | Jornada 3       | Jornada 3   | Jornada 3 |
| Local     | Resultado | Visitante   | Estadio         | Fecha       | Hora      |
| --------- | --------- | ----------- | --------------- | ----------- | --------- |
| México    | 1 - 1     | Puntarenas  | Nacional        | 23 de julio | 08:00     |
| Limonense | 3 - 3     | Herediano   | Rosabal Cordero | 23 de julio | 09:00     |
| Ramonense | 3 - 1     | Cartaginés  | Rosabal Cordero | 23 de julio | 11:00     |
| Saprissa  | 2 - 1     | Alajuelense | Nacional        | 23 de julio | 11:00     |

| Jornada 4  | Jornada 4 | Jornada 4   | Jornada 4  | Jornada 4   | Jornada 4 |
| Local      | Resultado | Visitante   | Estadio    | Fecha       | Hora      |
| ---------- | --------- | ----------- | ---------- | ----------- | --------- |
| Herediano  | 3 - 3     | México      | Fello Meza | 30 de julio | 09:00     |
| Limonense  | 2 - 2     | Puntarenas  | Nacional   | 30 de julio | 09:00     |
| Cartaginés | 2 - 0     | Alajuelense | Fello Meza | 30 de julio | 11:00     |
| Saprissa   | 3 - 2     | Ramonense   | Nacional   | 30 de julio | 11:00     |

| Jornada 5    | Jornada 5 | Jornada 5  | Jornada 5   | Jornada 5    | Jornada 5 |
| Local        | Resultado | Visitante  | Estadio     | Fecha        | Hora      |
| ------------ | --------- | ---------- | ----------- | ------------ | --------- |
| México       | 2 - 2     | Limonense  | Nacional    | 13 de agosto | 09:00     |
| Puntarenas   | 1 - 6     | Herediano  | Morera Soto | 13 de agosto | 09:00     |
| Saprissa (C) | 2 - 0     | Cartaginés | Nacional    | 13 de agosto | 11:00     |
| Alajuelense  | 2 - 2     | Ramonense  | Morera Soto | 13 de agosto | 11:00     |

| Jornada 6   | Jornada 6 | Jornada 6 | Jornada 6  | Jornada 6    | Jornada 6 |
| Local       | Resultado | Visitante | Estadio    | Fecha        | Hora      |
| ----------- | --------- | --------- | ---------- | ------------ | --------- |
| Herediano   | 1 - 2     | Limonense | Nacional   | 20 de agosto | 09:00     |
| Puntarenas  | 0 - 2     | México    | Fello Meza | 20 de agosto | 09:00     |
| Alajuelense | 0 - 1     | Saprissa  | Nacional   | 20 de agosto | 11:00     |
| Cartaginés  | 3 - 3     | Ramonense | Fello Meza | 20 de agosto | 11:00     |

## Estadísticas

### Tabla de goleadores
Lista con los máximos anotadores de la temporada.
| Pos. | Jugador             | Equipo     | Goles |
| ---- | ------------------- | ---------- | ----- |
| 1.º  | Odir Jacques        | Saprissa   | 18    |
| 2.º  | Édgar Marín         | Saprissa   | 15    |
| 3.º  | Rafael Ángel Oviedo | Herediano  | 10    |
| 4.º  | Fernando Rodríguez  | Puntarenas | 10    |